# Tom Burton
Pour les articles homonymes, voir Burton.
Tom Burton est un skipper australien né le 27 juin 1990. Il a remporté la médaille d'or du Laser standard masculin aux Jeux olympiques d'été de 2016 à Rio de Janeiro.